# ヤスミン・フェイジッチ
ヤスミン・フェイジッチ（Jasmin Fejzić 、1986年5月15日 - ）は、ユーゴスラヴィア（現ボスニア・ヘルツェゴビナ）・ジヴィニツェ出身の元プロサッカー選手。元サッカーボスニア・ヘルツェゴビナ代表。現役時代のポジションはGK。

## 経歴

### クラブ
幼少期に家族と共にドイツに移住。TSVエルティンゲンというクラブのユースチームでプレーを始め、2001年にシュトゥットガルト・キッカーズのユースチームに移った。2004-05シーズンよりトップチームに昇格。
2005年6月23日、SpVggグロイター・フュルトに移籍。2007年5月23日、アイントラハト・ブラウンシュヴァイクにレンタル移籍。
2.ブンデスリーガの2015-16シーズン終了後、VfRアーレンから古巣ブラウンシュヴァイクに完全移籍。

### 代表
2013年3月のギリシャ戦で代表初招集。2014 FIFAワールドカップの予選および本戦では何度かメンバー入りしていたものの、出場機会は訪れなかった。
2014年9月4日、リヒテンシュタインとのフレンドリーマッチで、62分から途中出場し初キャップ。

## 代表歴

### 出場大会
- ボスニア・ヘルツェゴビナ代表
  - 2014 FIFAワールドカップ

### 試合数
- 国際Aマッチ 1試合 0得点（2014年）[7]

| ボスニア・ヘルツェゴビナ代表 | 国際Aマッチ | 国際Aマッチ |
| 年                           | 出場        | 得点        |
| ---------------------------- | ----------- | ----------- |
| 2014                         | 1           | 0           |
| 通算                         | 1           | 0           |